# Морозова, Ольга Васильевна
О́льга Васи́льевна Моро́зова (22 февраля 1949, Москва, СССР) — советская теннисистка и тренер; заслуженный мастер спорта СССР (1971), заслуженный тренер СССР (1991), кавалер ордена «Знак Почета». Победительница одного турнира Большого шлема в парном разряде (Roland Garros-1974); финалистка семи турниров Большого шлема (два — в одиночном разряде, три — в женской паре, два — в миксте).

## Биография
С 10 лет начала заниматься теннисом на кортах «Динамо» у тренера Н. С. Тепляковой. Также тренировалась у Е. В. Корбута. В 13 лет стала чемпионкой ЦС «Динамо» в Риге в младшей возрастной группе. Начиная с этого турнира она выигрывала все юношеские соревнования, и вскоре была включена во взрослую команду. В 15 лет была взята на сбор первой команды страны. К этому времени у неё начал вырабатываться свой теннисный почерк — активная игра с быстрым выходом к сетке. Зимой 1965 года она впервые участвовала в международном турнире, где играла в паре с лучшим теннисистом страны А. Метревели. В том же году стала чемпионкой Уимблдонского турнира среди девушек. В 1965—1966 годах выиграла чемпионат СССР среди девушек в парном и смешанном разрядах, а в 1967 году — и в одиночном разряде.
В начале 1969 года Морозова перешла в ЦСКА. Выиграв Всесоюзные соревнования в Ленинграде и летний чемпионат в Ташкенте, она стала первой теннисисткой страны. Возглавляла всесоюзную классификацию 11 лет, до перехода на тренерскую работу. 22-кратная чемпионка СССР: в одиночном (1969—1971, 1976, 1980), парном (1969—1973, 1975—1977, 1979—1980), смешанном (1967, 1970—1973, 1975—1976) разрядах, абсолютная чемпионка СССР (1970—1971, 1976); финалистка чемпионатов в одиночном (1979), парном (1968) и смешанном (1968, 1977) разрядах. В 1972—1973 годах в составе команды ЦСКА Ольга Морозова стала обладательницей Кубка СССР. 11-кратная победительница Всесоюзных зимних соревнований в одиночном (1969—1970, 1973—1974, 1980), парном (1969—1970, 1973—1974) и смешанном (1969, 1974) разрядах, чемпионкой Москвы в одиночном (1971 — лето; 1967—1969, 1974—1975 — зима), парном (1967—1968, 1970, 1974—1975, 1979, 1981 — зима) разрядах и миксте (1970 — зима).
В 1971 году в Болгарии стала абсолютной чемпионкой Европы по теннису, победив во всех трёх разрядах (парном, миксте и одиночном). В целом за годы своей спортивной карьеры на чемпионатах Европы завоевала 22 золотые медали, из них 6 в одиночном разряде.
В 1972 году первой из советских спортсменок дошла до финала турнира первой категории среди профессионалов — на турнире Italian Open.
В 1973 году выиграла турнир «Куинс-клаб», в финале одержав победу над австралийкой И. Гулагонг. В том же году на Уимблдоне она уже была среди «сеяных» игроков, а по результатам соревнований вошла в число первых восьми. На следующий год в Филадельфии обыграла первую ракетку мира Билли-Джин Кинг.
Пик карьеры пришёлся на 1974 год, когда Морозова впервые в истории советского тенниса играла в одиночных финалах турниров Большого Шлема — Ролан Гаррос и Уимблдона. Оба поединка Морозова уступила первой ракетке мира Крис Эверт. В этом же сезоне в паре с Эверт выиграла Ролан Гаррос. В 1975 году выходила в финалы парных состязаний на Australian Open и Ролан Гаррос. В Австралии партнером Морозовой была австралийская теннисистка Маргарет Корт. Также выступала на итоговом чемпионате WTA, заняв в группе 3 место, заняла итоговое 5 место.
В 1976 году играла в финале Открытого чемпионата США (также в паре).
В миксте в паре с Александром Метревели выходила в финалы Уимблдона в 1968 и 1970 годах.
Выступление на международной арене Морозовой закончилось в 1977 году из-за того, что СССР бойкотировал все турниры с участием спортсменов из ЮАР, выражая политический протест против политики апартеида.
В 1980 году выиграла свой последний чемпионат СССР, переиграв в полуфинале Галину Бакшееву, а в финале выиграла у Людмилы Макаровой.
В дальнейшем работала тренером. В разные годы работала с такими теннистками, как Л. Савченко, С. Пархоменко, Н. Зверева, Н. Медведева, Л. Месхи, Е. Лиховцева, Е.Дементьева. Женская сборная СССР под руководством Ольги Морозовой дважды входила в финал Кубка Федерации (1988, 1990), завоевала 8 золотых медалей на чемпионатах Европы. В 90-е годы вместе с семьей жила и работала в Великобритании.
Стояла у истоков создания Кубка Кремля среди женщин.

### Семья
Муж Виктор, дочь Екатерина.

## Титулы на турнирах Большого Шлема

### Победы в парном разряде (1)
| Год  | Турнир       | Партнер    | Соперники                   | Счет          |
| 1974 | Ролан Гаррос | Крис Эверт | Гэйл Ловера Катя Эббингхаус | 6:4, 2:6, 6:1 |

## Финалы на турнирах Большого Шлема

### Одиночный разряд (2)
| Год  | Турнир       | Соперник   | Счет     |
| 1974 | Ролан Гаррос | Крис Эверт | 1;6, 2:6 |
| 1974 | Уимблдон     | Крис Эверт | 0:6, 4:6 |

### Парный разряд (3)
| Год  | Турнир          | Партнер        | Соперники                      | Счет     |
| 1975 | Australian Open | Маргарет Корт  | Ивонн Гулагонг Пэгги Мичел     | 6:7, 6:7 |
| 1975 | Ролан Гаррос    | Джули Энтони   | Крис Эверт Мартина Навратилова | 3:6, 2:6 |
| 1976 | US Open         | Вирджиния Уэйд | Линки Босхофф Илана Клосс      | 1:6, 4:6 |

### Микст (2)
| Год  | Турнир       | Партнер             | Соперники                   | Счет          |
| 1968 | Уимблдон     | Александр Метревели | Маргарет Корт Кен Флетчер   | 1:6, 12:14    |
| 1970 | Уимблдон (2) | Александр Метревели | Розмари Казалс Илие Настасе | 3:6, 6:4, 7:9 |

## Выступления на турнирах Большого шлема в одиночном разряде
| Турнир          | 1966 | 1967 | 1968 | 1969 | 1970 | 1971 | 1972 | 1973 | 1974 | 1975 | 1976 | Итог   |
| --------------- | ---- | ---- | ---- | ---- | ---- | ---- | ---- | ---- | ---- | ---- | ---- | ------ |
| Australian Open | -    | -    | -    | -    | -    | -    | 1/4  | -    | -    | 1/4  | -    | 0 / 2  |
| Ролан Гаррос    | -    | 1Р   | 2Р   | 3Р   | 2Р   | 2Р   | 1/4  | 2Р   | Ф    | 1/4  | -    | 0 / 9  |
| Уимблдон        | 1Р   | -    | 1Р   | 4Р   | 2Р   | 3Р   | 4Р   | 1/4  | Ф    | 1/4  | 1/4  | 0 / 10 |
| US Open         | -    | -    | -    | -    | 3Р   | -    | 1/4  | 3Р   | Ret. | 2Р   | 3Р   | 0 / 5  |

Ret=снялась из-за травмы